# Final Straw
Final Straw é o terceiro álbum lançado pela banda de rock norte-irlandesa Snow Patrol. O CD foi produzido pela gravadora Universal Music e lançado em 2003. O álbum acabou virando um enorme sucesso comercial, vendendo mais de 3 milhões de cópias pelo mundo.
O álbum teve seu re-lançamento no Reino Unido em 2004 com 2 músicas extras, antes de serem exportados para os Estados Unidos (sem as faixas bônus). O Final Straw foi lançado em SACD e DualDisc.
A música "Wow" está contida no jogo de PlayStation 2 chamado Gran Turismo 4. A música "Somewhere a Clock is Ticking" é inserida em "17 segundos", em um episódio da 2ª temporada de Grey's Anatomy. Já a canção "Run" está contida no último episódio da primeira temporada do seriado One Tree Hill nos minutos finais, quando Dan Scott sofre uma parada cardíaca.

## Faixas
Todas as letras escritas por Gary Lightbody, todas as músicas compostas por Gary Lightbody, Nathan Connolly, Mark McClelland e Jonny Quinn, exceto as salientadas.
| CD  |                                                                                 |         |  |
| N.º | Título                                                                          | Duração |  |
| 1.  | "How to Be Dead"                                                                | 3:21    |  |
| 2.  | "Wow"                                                                           | 4:02    |  |
| 3.  | "Gleaming Auction"                                                              | 2:04    |  |
| 4.  | "Whatever's Left"                                                               | 2:39    |  |
| 5.  | "Spitting Games"                                                                | 3:46    |  |
| 6.  | "Chocolate"                                                                     | 3:02    |  |
| 7.  | "Run" (Iain Archer, Lightbody, McClelland, Connolly, Quinn)                     | 5:54    |  |
| 8.  | "Grazed Knees"                                                                  | 2:55    |  |
| 9.  | "Ways & Means" (Archer, Lightbody, McClelland, Connolly, Quinn)                 | 4:47    |  |
| 10. | "Tiny Little Fractures"                                                         | 2:28    |  |
| 11. | "Somewhere a Clock Is Ticking" (Archer, Lightbody, McClelland, Connolly, Quinn) | 4:32    |  |
| 12. | "Same"                                                                          | 3:54    |  |

## Pessoal
- Gary Lightbody – guitarra, glockenspiel, vocais, backing vocal, teclado
- Nathan Connolly – guitarra, backin vocal
- Mark McClelland – baixo, teclado
- Jonny Quinn – bateria

Outros
| - Stephen Marcussen – masterização - Louie Teran – masterização - Iain Archer – backin vocal (na faixa 12) - Bruce White – viola - James Banbury – piano, strings, violoncelo - Fiona McCapra – violino - Ben Georgiades – engenheiro | - Dan Swift – engenheiro - Jacknife Lee – produtor, mixagem - Phil Tyreman – engenheiro assistente - Ian Dowling – engenheiro assistente - Mike Nelson – mixagem - Jeff McLaughlin – assistente - Chris Lord-Alge – mixagem |

## Paradas musicais e certificações
| Paradas                              | Certificador | Melhor posição | Vendas    | Certificação |
| ------------------------------------ | ------------ | -------------- | --------- | ------------ |
| Austrália (ARIA Charts)              | ARIA         | —              | 70 000    | Platina      |
| Holanda (MegaCharts)                 | NVPI         | 49             | —         | —            |
| Holanda (Dutch Backcatalogue Top 50) | NVPI         | 4              | —         | —            |
| Europa                               | IFPI         | —              | 2 000 000 | 2× Platina   |
| Irlanda (Irish Albums Chart)         | IRMA         | 1              | 90 000    | 6× Platina   |
| Reino Unido (UK Albums Chart)        | BPI          | 3              | 1 800 000 | 6× Platina   |
| Estados Unidos (Top Heatseekers)     | Billboard    | 1              | 618 000   | Ouro         |
| Estados Unidos (Billboard 200)       | Billboard    | 91             | 618 000   | Ouro         |